# Blue Cross Arena
Die Blue Cross Arena (voller Name: Blue Cross Arena at the War Memorial) ist eine Mehrzweckhalle in der US-amerikanischen Stadt Rochester im Bundesstaat New York. Das Eishockey-Franchise der Rochester Americans trägt seine Heimspiele seit der Gründung 1956 in Blue Cross Arena aus. Die Americans (kurz: Amerks) spielen in der American Hockey League, der zweithöchsten Spielklasse im nordamerikanischen Eishockey. Die Halle bietet insgesamt 12.428 Sitzplätze. Zu Eishockey- und Lacrossespielen bieten sich je 10.663 Plätze.
Die Canadiens de Montréal waren am 25. September 1956 der erste Gegner der Amerks in der Arena – am 14. Oktober 1956 wurde vor 6303 Fans das erste Ligaheimspiel gegen die mittlerweile nicht mehr existierenden Cleveland Barons in der Arena ausgetragen (Endstand 2:2). Heute teilen sich die Americans ihre Arena mit den Rochester Knighthawks, einer Hallen-Lacrossemannschaft, und den Rochester Razorsharks, die zur American Basketball Association (ABA) gehören.
Zusätzlich zu den erwähnten Sportveranstaltungen finden auch diverse andere Events in der Halle statt. Rodeos wurden bis zum Anfang der 1990er Jahre in der Halle ausgetragen, finden aber aufgrund der Verschmutzungsgefahr der Eisfläche nicht mehr statt. Des Weiteren wird die Halle für Konzerte genutzt.

## Geschichte
1880 wurde auf der Fläche der heutigen Halle die Kimbal Tobacoo Factory eröffnet, die 1905 wieder geschlossen wurde, als die Cluet Peabody & Co. Company den Bau übernahm und mit der Produktion von Kleidung begann. 1924 wechselte die Halle erneut den Besitzer, wobei der neue Besitzer (George Eastman) sie der Universität von Rochester für öffentliche Veranstaltungen übergab. Kurze Zeit später war es jedoch die Universität, die ihrerseits die Halle an die Stadt weitergab, die sie als öffentliche Bücherei und Stadthaus verwandte.
Nach dem Zweiten Weltkrieg wollte die Stadt den Veteranen des Kriegs ein Denkmal setzten, wobei man sich jedoch darauf einigte, etwas zu schaffen, dass der Stadt dauerhaft zu einer höheren Lebensqualität verhelfen würde. Aus diesem Grunde wurde der Bau einer Mehrzweckarena auf der Fläche der ehemaligen Kimbal Tobacco Factory beschlossen, die 1951 abgerissen wurde. 1955 schließlich, knapp zehn Jahre nach den ersten Planungen zum Bau eines War Memorials, war die Arena fertiggestellt. 7,5 Millionen Dollar waren verbaut worden, wesentlich mehr als die ursprünglich antizipierten 2,5 Millionen mit denen man rechnete, als man 1945 erstmals über den Bau einer Mehrzweckarena nachdachte.
Vierzig Jahre nach ihrer Eröffnung begann man 1996 mit umfangreichen Renovierungs- und Erweiterungsarbeiten am War Memorial. 41 Mio. US-Dollar wurde ausgegeben um den bisherigen V.I.P.-Bereich in der Halle zu 25 V.I.P.-Suiten umzuwandeln, 60 Prozent mehr Verkaufsstände einzurichten, neue sanitäre Einrichtungen zu installieren und die Gesamtkapazität von 7.250 auf 11.200 (für Eishockey) zu erhöhen, wobei vor den Renovierungsarbeiten nur durchgehende Sitzbänke in der Halle zu finden waren und diese durch Einzelsitze ersetzt wurden.

## Name
1955 wurde die Halle unter dem Namen Rochester Community War Memorial eröffnet, da sie den Kriegsveteranen des Zweiten Weltkriegs gewidmet war.
1998 kam es auch zu einer Namenserweiterung der Halle, als der US-amerikanische Versicherer Blue Cross die Namenssponsor der Halle wurde. Nach Protesten von Kriegsveteranen und anderer Interessensgruppen kam es zum Namenskompromiss Blue Cross Arena at the War Memorial.